# 中华人民共和国人民调解法
《中华人民共和国人民调解法》是中华人民共和国第一部人民调解法，该法案于2010年8月28日在第十一届全国人大常委会第十六次会议中以143赞成、2票反对、7票弃权获得表决通过，并由中国国家主席胡锦涛签署第34号主席令予以公布，自2011年1月1日起施行。人民调解，是指人民调解委员会通过说服、疏导等方法，促使当事人在平等协商基础上自愿达成调解协议，解决民间纠纷的活动。本法对人民调解委员会的组织、人民调解员的活动、调解程序和调解协议予以规范，目的是为了完善人民调解制度，规范人民调解活动，及时解决民间纠纷，维护社会和谐稳定。

## 内容
《中华人民共和国人民调解法》明确了经人民调解委员会调解达成的调解协议，具有法律约束力，当事人应当按照约定履行。当事人认为无需制作调解协议书的，可以采取口头协议方式，人民调解员应当记录协议内容。
村民委员会、居民委员会设立人民调解委员会。企业事业单位根据需要设立人民调解委员会。人民调解员由人民调解委员会委员和人民调解委员会聘任的人员担任。
人民调解员在调解工作中不得泄露当事人的个人隐私、商业秘密。人民调解委员会调解民间纠纷，不收取任何费用。当事人在人民调解活动中，享有接受调解、拒绝调解或者要求终止调解的权利。法律规定，经人民调解委员会调解达成调解协议后，当事人之间就调解协议的履行或者调解协议的内容发生争议的，一方当事人可以向人民法院提起诉讼。
达成调解协议后，双方当事人认为有必要的，可以自调解协议生效之日起三十日内共同向人民法院申请司法确认，人民法院应当及时对调解协议进行审查，依法确认调解协议的效力。人民法院依法确认调解协议有效，一方当事人拒绝履行或者未全部履行的，对方当事人可以向人民法院申请强制执行。人民法院依法确认调解协议无效的，当事人可以通过人民调解方式变更原调解协议或者达成新的调解协议，也可以向人民法院提起诉讼。